# (7967) Beny
(7967) Beny est un astéroïde de la ceinture principale.

## Description
(7967) Beny est un astéroïde de la ceinture principale. Il fut découvert le 28 février 1996 à l'Observatoire Kleť par Zdeněk Moravec. Il présente une orbite caractérisée par un demi-grand axe de 2,20 UA, une excentricité de 0,19 et une inclinaison de 3,5° par rapport à l'écliptique.

## Compléments